# 요시와라역
요시와라역(일본어: 吉原駅、よしわらえき 요시와라에키[*])은 일본 시즈오카현 후지시에 있는 도카이 여객철도, 가쿠난 전차의 철도역이다.

## 접속 노선
- 도카이 여객철도·일본화물철도
  - 도카이도 본선
- 가쿠난 전차
  - 가쿠난 전차 가쿠난 철도선

## 도카이 여객철도
섬식 1면 2선 구조의 지상역이다. 역사는 선상 구조로 되어 있다.
후지 역이 관리하는 직영역이다.

### 승강장
| 1 | ■ 도카이도 본선 | 상행 | 누마즈 · 아타미 방면     |
| 2 | ■ 도카이도 본선 | 하행 | 시즈오카 · 하마마쓰 방면 |

## 가쿠난 철도
섬식 1면 2선 구조의 지상역으로, 승강장 한 쪽이 막혀 있다. 역사는 승강장 동쪽에 있다. 2번 승강장은 일부 시간대에만 사용하며, 평상시에는 유치용 승강장으로 쓰인다.

### 승강장
|   | 1                                             | ■ 가쿠난 철도선 | 혼요시와라 · 가쿠난하라다 · 가쿠난에노오 방면 |
| 2 | 혼요시와라 · 가쿠난하라다 · 가쿠난에노오 방면 | ■ 가쿠난 철도선 |                                               |

## 역세권 정보
- 국도 제1호선

## 역사
- 1889년 2월 1일 - 관설철도 (뒷날의 일본국유철도)의 스즈카와 역으로 개업.
- 1949년 11월 18일 - 가쿠난 철도선 구간의 개통으로 환승역이 되었다.
- 1956년 4월 10일 - 요시와라 역으로 이름이 바뀌었다.
- 1987년 4월 1일 - 민영화에 따라 도카이 여객철도의 소속이 되었다.
- 2008년 3월 1일 - TOICA의 사용이 개시되었다.

## 인접역
| 도카이 여객철도 도카이도 본선 | 도카이 여객철도 도카이도 본선 | 도카이 여객철도 도카이도 본선 |
| ----------------------------- | ----------------------------- | ----------------------------- |
| 히가시타고노우라 아타미 방면  | ■ 도카이도 본선               | 후지 시즈오카·하마마쓰 방면   |